# 共有結合結晶
共有結合結晶（きょうゆうけつごうけっしょう、英: covalent crystal）は、共有結合によって形成される結晶。一つの結晶粒で一つの分子（巨大分子）を形成しているため、化学式で表す際は形成される元素とその比率により表される。慣用的に「共有結晶（きょうゆうけっしょう）」とも。
ダイヤモンドなどのように、共有結晶の中で各原子どうしは強い結合を形成する場合があり、その結果、融点が高かったり硬い性質を持つ場合がある。通常、電気伝導性はほとんどない。
その他、ケイ素（シリコン）、二酸化ケイ素、炭化ケイ素などが共有結晶を作る。